# Minibar (Eisenbahnwesen)

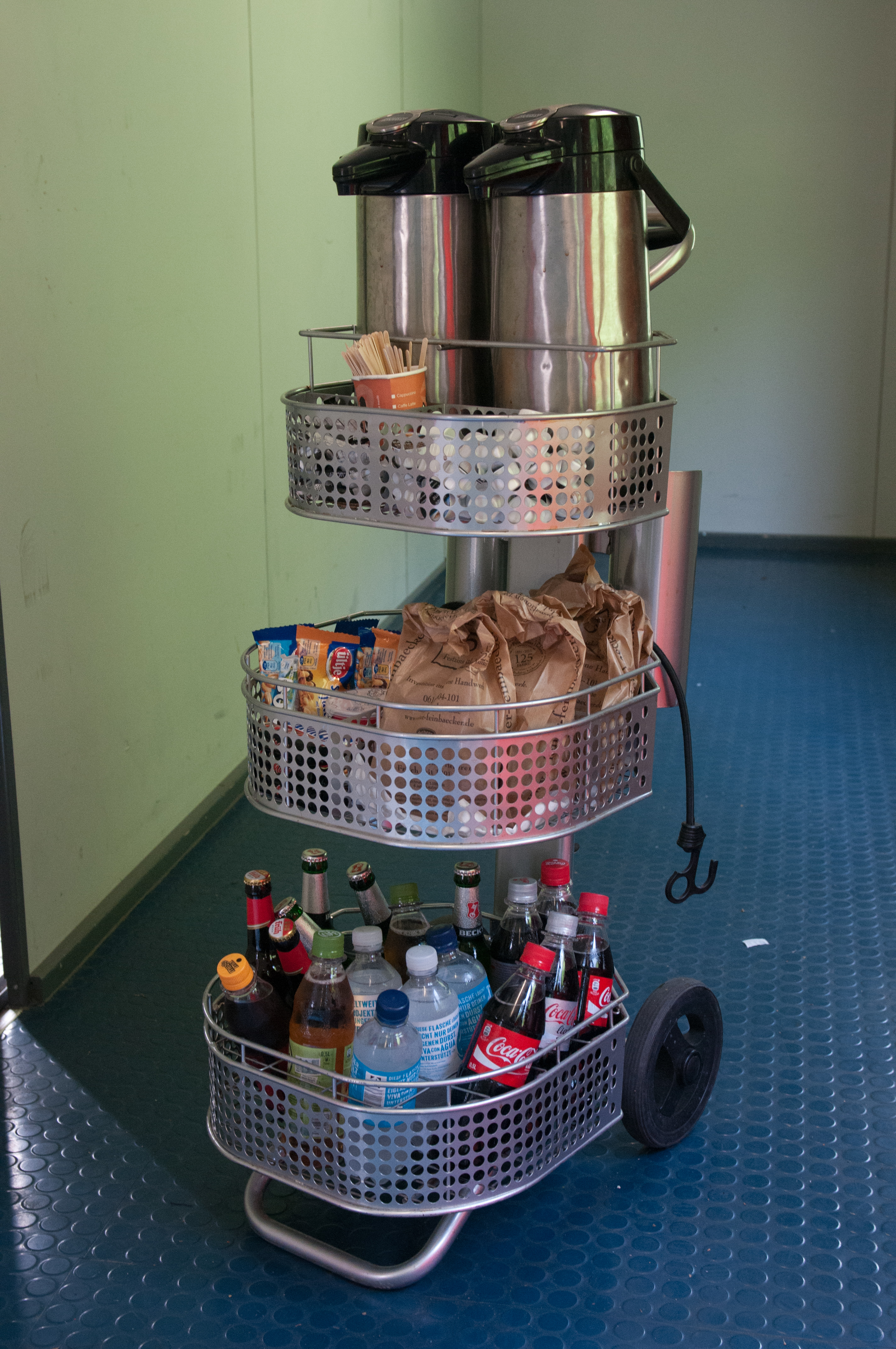
Mobile Snackbar im Hamburg-Köln-Express 2016

Als Minibar (oder englisch Snack Caddy) wird im Schienenverkehr ein Servierwagen bezeichnet, der von einer Person gezogen oder geschoben werden kann, um im Zug die Reisenden am Platz zu bedienen. Im Normalfall werden Kaltgetränke aus einer Kühlbox, Heißgetränke aus Isolierkannen sowie kleine Speisen wie Sandwiches, Brezeln oder Schokoriegel angeboten, in manchen Fällen auch Speiseeis. Eine Minibar ist gegenüber dem Speisewagen platz- und personalsparend und damit billiger zu betreiben, erlaubt aber nur eine geringere Auswahl an Speisen und bringt das Problem der Abfallentsorgung mit sich, da die Waren in Einwegverpackungen abgegeben werden. Durch den Service am Platz werden gerade im Sommer gute Umsätze erzielt. Gesichert werden die Minibarwagen durch eine Wegfahrsperre, die nur durch das permanente Drücken eines Bügels an der Griffstange gelöst werden kann.  

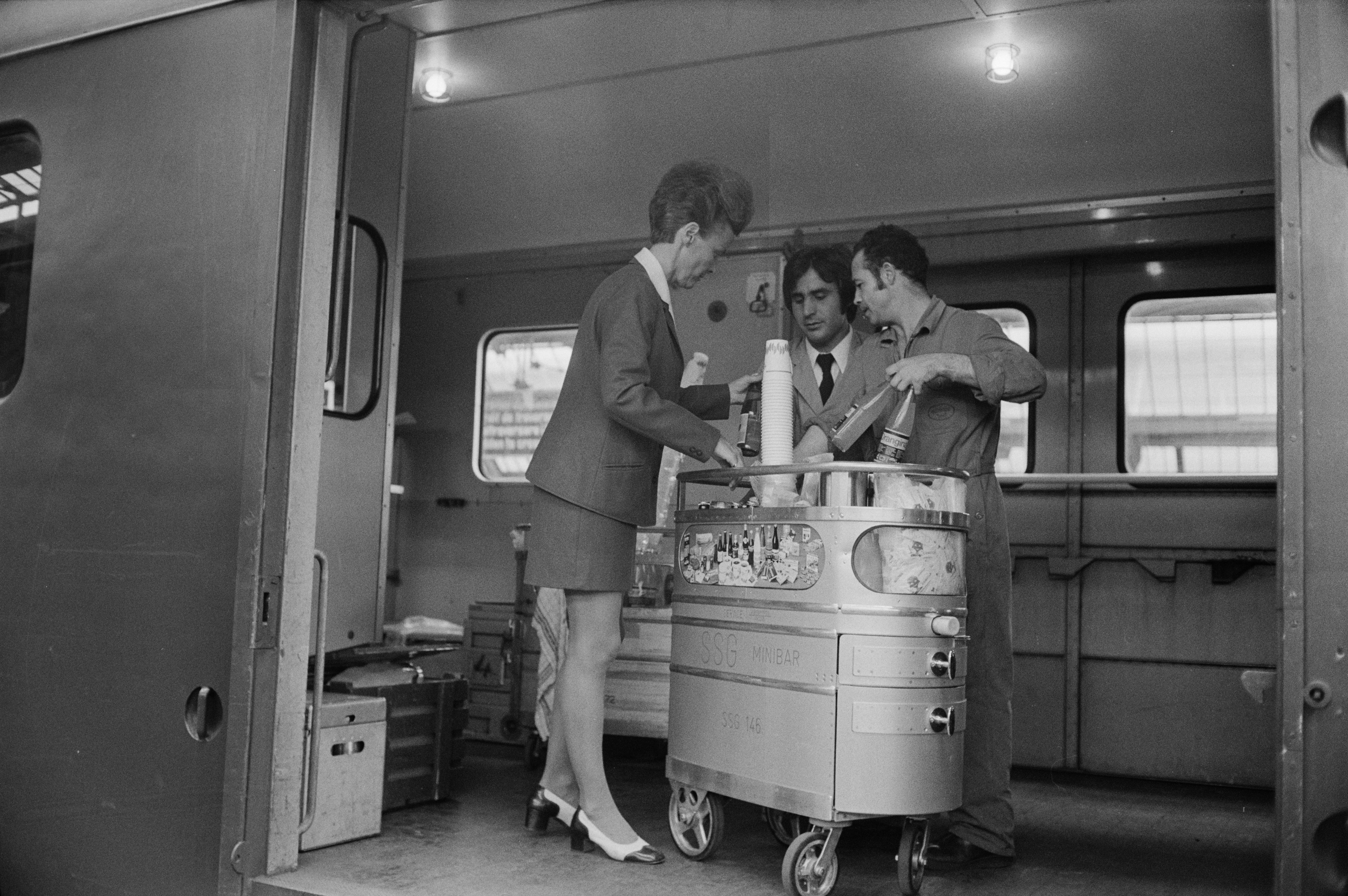
Schweizer Minibar 1973

In der Schweiz wurde die Minibar 2005 durch neue größere Wagen ergänzt; welche als Railbar vermarktet wurden. Diese sind gegenüber dem Vorgängermodell weiterentwickelt worden und bieten auch frischgebrühten Kaffee an. Seit den Fahrplanwechseln 2008/2009 werden sie SBB Minibar genannt (der Name des SBB Tochterunternehmens elvetino ist entfallen).
Auch die DSG und die Mitropa setzten Minibars ein. Diese ließen sich allerdings gerade in Abteilwagen auf den Übergängen im fahrenden Zug schwer manövrieren. Im ICE werden die wesentlich handlicheren Snack Caddies eingesetzt, die jedoch geringere Kapazitäten haben.

## Brennstoffzellen
Die Schweizer SBB führte im Frühjahr 2014 in ihren rollenden Minibars wasserstoffbetriebene Brennstoffzellen ein, um genug Energievorrat für die eingebaute Espressomaschine zur Verfügung zu haben, die den Reisenden auch Cappuccino bieten kann. Die vorher verwendeten üblichen Akkumulatoren wären für diese energieaufwendige Aufgabe zu schwer gewesen.